# Glacier Cook
Pour les articles homonymes, voir Cook.
Le glacier Cook ou calotte glaciaire Cook est une calotte glaciaire qui recouvre le centre-ouest de la Grande Terre, l'île principale de l'archipel des Kerguelen.

## Toponymie
Sur la carte du ministère français de la Marine du début du XXe siècle, le glacier apparaît sous le nom de « glacier Richthofen ». Il a ensuite pris le nom de l'explorateur britannique James Cook.

## Géographie

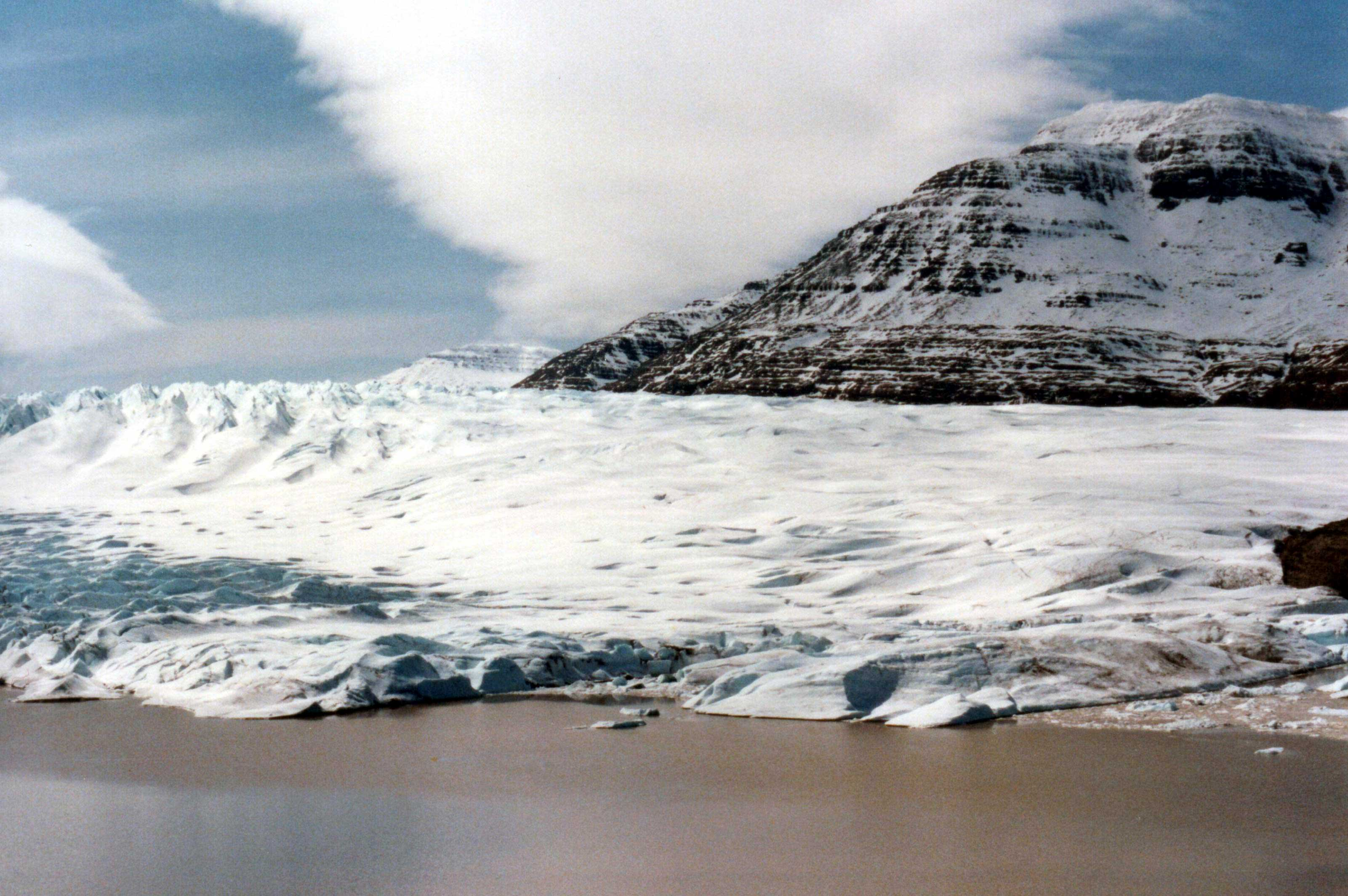
Vue du front glaciaire méridional du glacier Cook en 1983.

Il culmine à 1 049 mètres d'altitude et couvre environ 400 km2. C'est le plus grand glacier entièrement français mais son retrait s'accélère manifestement depuis plusieurs décennies.
Il s'épanche tout autour par une soixantaine de langues glaciaires dont une, le glacier Pasteur, atteint encore l'océan Indien par l'anse des Glaçons. Les torrents de fonte du glacier ont formé des sandar, larges vallées caractéristiques à fond plat où se déposent les matériaux morainiques. Aux pieds même du glacier, les moraines frontales retiennent généralement des lacs de fonte.

### Glaciers du glacier Cook
Différentes langues glaciaires descendent de la calotte glaciaire Cook. Ce sont, dans le sens horaire :
- glacier Agassiz ;
- glacier de Chamonix ;
- glacier Dumont d'Urville ;
- glacier Vallot ;
- glacier Naumann ;
- glacier de l'Explorateur ;
- glacier Ampère ;
- glacier de la Diosaz ;
- glacier Lavoisier ;
- glacier Descartes ;
- glacier Pierre Curie ;
- glacier Pasteur ;
- glacier Mariotte ;
- glacier Cauchy.